# Grand Prix d'été de combiné nordique 2019
Navigation
2018 2020
Le Grand Prix d'été de combiné nordique 2019 est la vingt-deuxième édition de la compétition estivale de combiné nordique.
Elle se déroule :
- pour les femmes, du 24 août au 1er septembre, en cinq épreuves disputées sur trois sites différents ;
- pour les hommes, du 24 août au 8 septembre, en huit épreuves disputées sur cinq sites différents.

Les trois premiers de ces sites (Oberwiesenthal, Klingenthal et Oberhof, tous situés en Allemagne) sont communs aux épreuves féminines et masculines ; pour la première fois dans l'histoire du combiné, une épreuve internationale par équipes mixtes est organisée.

## Organisation de la compétition

### Programme et sites de compétition
Le calendrier de la saison prévoit huit épreuves sur cinq sites. Toutes les épreuves féminines ont lieu en Allemagne, et chacune a lieu le même jour que les courses masculines : la compétition débute une nouvelle fois à Oberwiesenthal, se poursuit à Klingenthal puis à Oberhof, haut lieu du combiné qui n'a plus accueilli de compétition internationale depuis lurette. Une course a lieu à Tschagguns en Autriche et la compétition masculine s'achève à Planica, en Slovénie.
En marge des courses d'Oberhof, des courses de juniors garçons et filles sont organisées.
| Ville          | Tremplin                        | Image                                 |
| -------------- | ------------------------------- | ------------------------------------- |
| Oberwiesenthal | Fichtelbergschanzen (de)        | Plusieurs tremplins de saut à ski     |
| Klingenthal    | Vogtland Arena                  | Un tremplin de saut à ski en été      |
| Oberhof        | Tremplin de Rennsteig           | Deux tremplins de saut à ski en été   |
| Tschagguns     | Montafoner Schanzenzentrum (de) | Quatre tremplins de saut à ski en été |
| Planica        | Bloudkova velikanka             | Cinq tremplins de saut à ski          |

### Format des épreuves
Le calendrier compte :
- un sprint par équipes mixtes, qui compte pour les classements féminin et masculin ;
- pour les femmes, quatre épreuves individuelles ;
- pour les hommes, six épreuves individuelles et un départ groupé (mass-start).

## Compétition masculine

### Avant la compétition

#### Participants
On constate l'absence des combinés estoniens.

### Déroulement de la compétition

#### Oberwiesenthal
- Le 24, l'épreuve d'ouverture, qui est aussi et surtout la toute première épreuve mixte par équipes de l'histoire du combiné, est remportée[3] par l'équipe d'Italie, composée par Samuel Costa, Veronica Gianmoena, Annika Sieff et Alessandro Pittin. Elle s'impose devant la première équipe de Norvège (Magnus Krog, Gyda Westvold Hansen, Marte Leinan Lund & Harald Johnas Riiber) ; l'équipe de Russie (Ernest Yahin, Stefaniya Nadymova, Anastasia Goncharova & Vitali Ivanov (no)) complète le podium.

- Le 25 :
  - l'épreuve féminine voit la victoire[4] de l'Américaine Tara Geraghty-Moats, loin devant la Russe Stefaniya Nadymova. L'Allemande Jenny Nowak est troisième.
  - l'épreuve masculine est remportée[5] par le Japonais Akito Watabe. Son frère Yoshito est troisième, derrière l'Autrichien Franz-Josef Rehrl.

#### Klingenthal
L'épreuve féminine est remportée par l'Américaine Tara Geraghty-Moats, qui a mené la course de fond de bout en bout. La Russe Stefaniya Nadymova s'impose au sprint pour la deuxième place devant l'Allemande Jenny Nowak.
Dans l'épreuve masculine, une mass-start, l'Autrichien Franz-Josef Rehrl s'impose, devançant le leader du classement général, le Japonais Akito Watabe. Le Polonais Szczepan Kupczak et le Japonais Ryota Yamamoto font jeu égal et se classent tous deux troisièmes.

#### Oberhof
- Le 31 août :
  - dans l'épreuve féminine, malgré un départ en septième position avec un handicap de 44 secondes[8], l'Américaine Tara Geraghty-Moats remporte l'épreuve[9] devant la Russe Stefaniya Nadymova, qui avait pris le départ en tête. L'Allemande Jenny Nowak est troisième.
  - dans l'épreuve masculine, l'Autrichien Franz-Josef Rehrl, en tête du concours de saut[10], remporte la victoire[11] et prend la tête du classement général[12] devant le Japonais Akito Watabe. L'Italien Samuel Costa est troisième.

- Le 1er septembre :
  - dans l'épreuve féminine, la Norvégienne Gyda Westvold Hansen s'impose[13] devant la Russe Stefaniya Nadymova, qui remporte[14] le classement général du Grand Prix : en effet, l'Américaine Tara Geraghty-Moats, auparavant en tête dudit classement, n'a pu participer à la course de fond en raison de sa disqualification lors de l'épreuve de saut, en raison d'une combinaison non-conforme. L'Italienne Veronica Gianmoena est troisième.
  - dans l'épreuve masculine, le Français Antoine Gérard mène la course de bout en bout et s'impose en solitaire[15]. Le Finlandais Ilkka Herola, parti septième, parvient à se hisser sur la deuxième marche du podium tandis que le Polonais  Szczepan Kupczak ré-édite sa performance de Klingenthal et se classe troisième.

#### Tschagguns
- Le 4, à Tschagguns, l'Allemand Fabian Rießle remporte l'étape au sprint[16], se détachant d'un fort groupe de skieurs. L'Italien Samuel Costa, très ingambe, se classe deuxième, devant le Français Antoine Gérard, qui monte à nouveau sur le podium. Les combinés japonais n'ont pas participé à la course, préférant rentrer dans leur pays pour y poursuivre leur entraînement en vue de la suite de la saison.

#### Planica
Profitant du forfait des frères Watabe, qui libère des places pour la Fédération japonaise de ski, de jeunes combinés japonais, réunis autour d'Aguri Shimizu, découvrent le Grand Prix à l'occasion de son ultime étape : Kodai Kimura (né en 2001), Daimatsu Takehana (2001), Sora Yachi (2000), Yoshihiro Kimura (1998) & Hiroto Matsuzawa (2000).
Le combiné estonien Kristjan Ilves, qui n'était pas présent lors des premières épreuves, fait son retour à la compétition, de même que le Norvégien Jarl Magnus Riiber, vainqueur de la précédente Coupe du monde.
Le 7, l'épreuve de saut voit la disqualification, pour combinaison non-conforme, de huit coureurs et non des moindres : le champion olympique Eric Frenzel, le vainqueur d'étape Antoine Gérard, et même le vainqueur du saut de réserve, le Norvégien Espen Bjørnstad. La liste de départ de l'épreuve de fond comporte trois Autrichiens, trois Norvégiens et trois Japonais parmi les quatorze coureurs s'élançant durant la première minute de course. Le Norvégien Jarl Magnus Riiber remporte l'épreuve au sprint devant le leader du classement général, l'Autrichien Franz-Josef Rehrl. Le Champion du monde autrichien Bernhard Gruber complète le podium. Le Norvégien Espen Andersen est quatrième et le jeune Japonais Kodai Kimura se classe cinquième, après avoir réussi à suivre la tête de la course jusqu'aux derniers hectomètres de celle-ci.
Le 8, le Norvégien Jarl Magnus Riiber ré-édite sa parformance de la veille et remporte l'épreuve. Le Français Antoine Gérard occupe la deuxième place du podium, qui est la seule qu'il n'avait pas occupée jusqu'à présent. Le jeune et prometteur coureur norvégien Jens Lurås Oftebro complète le podium. L'Autrichien Franz-Josef Rehrl, qui n'a participé qu'à l'épreuve de saut, remporte le classement général de la compétition devant l'Italien Samuel Costa et le Français Antoine Gérard.

## Classements

### Individuel féminin
| Rang | Nom | Points |
| ---- | --- | ------ |
| 01   |     |        |
| 01   |     |        |
| 03   |     |        |
| 04   |     |        |
| 05   |     |        |
| 06   |     |        |
| 07   |     |        |
| 08   |     |        |
| 09   |     |        |
| 10   |     |        |
| 11   |     |        |
| 12   |     |        |

### Individuel masculin
| Rang | Nom | Points |
| ---- | --- | ------ |
| 01.  |     |        |
| 02.  |     |        |
| 03.  |     |        |
| 04.  |     |        |
| 05.  |     |        |
| 06.  |     |        |
| 07.  |     |        |
| 08.  |     |        |
| 09.  |     |        |
| 10.  |     |        |
| 11.  |     |        |
| 12.  |     |        |
| 13.  |     |        |
| 14.  |     |        |
| 15.  |     |        |
| 16.  |     |        |
| 17.  |     |        |
| 18.  |     |        |
| 19.  |     |        |
| 20.  |     |        |
| 21.  |     |        |
| 22.  |     |        |

| Rang | Nom | Points |
| ---- | --- | ------ |
| 23.  |     |        |
| 24.  |     |        |
| 25.  |     |        |
| 26.  |     |        |
| 27.  |     |        |
| 28.  |     |        |
| 29.  |     |        |
| 30.  |     |        |
| 31.  |     |        |
| 32.  |     |        |
| 33.  |     |        |
| 34.  |     |        |
| 35.  |     |        |
| 36.  |     |        |
| 37.  |     |        |
| 38.  |     |        |
| 39.  |     |        |
| 40.  |     |        |
| 41.  |     |        |
| 42.  |     |        |
| 43.  |     |        |
| 44.  |     |        |

| Rang | Nom | Points |
| ---- | --- | ------ |
| 45.  |     |        |
| 46.  |     |        |
| 47.  |     |        |
| 48.  |     |        |
| 49.  |     |        |
| 50.  |     |        |
| 51.  |     |        |
| 52.  |     |        |
| 53.  |     |        |
| 54.  |     |        |
| 55.  |     |        |
| 56.  |     |        |
| 57.  |     |        |
| 58.  |     |        |
| 59.  |     |        |
| 60.  |     |        |
| 61.  |     |        |
| 62.  |     |        |
| 63.  |     |        |
| 64.  |     |        |
| 65.  |     |        |
| 66.  |     |        |

### Coupe des Nations masculine
| Rang | Nom | Points |
| ---- | --- | ------ |
| 01.  |     |        |
| 02.  |     |        |
| 03.  |     |        |
| 04.  |     |        |
| 05.  |     |        |
| 06.  |     |        |
| 07.  |     |        |
| 08.  |     |        |
| 09.  |     |        |
| 10.  |     |        |
| 11.  |     |        |
| 12.  |     |        |
| 13.  |     |        |
| 14.  |     |        |
| 15.  |     |        |

## Résultats

### Épreuve mixte par équipes
| Date         | Épreuve                                                                | Vainqueur                                                                    | Deuxième                                                                                 | Troisième                                                                             | Leader du Grand Prix |
| ------------ | ---------------------------------------------------------------------- | ---------------------------------------------------------------------------- | ---------------------------------------------------------------------------------------- | ------------------------------------------------------------------------------------- | -------------------- |
| 24 août 2019 | Épreuve mixte par équipes HS 106 / 15 km (5 km, 2,5 km, 2,5 km & 5 km) | Italie- Samuel Costa - Veronica Gianmoena - Annika Sieff - Alessandro Pittin | Norvège I- Magnus Krog - Gyda Westvold Hansen - Marte Leinan Lund - Harald Johnas Riiber | Russie- Ernest Yahin - Stefaniya Nadymova - Anastasia Goncharova - Vitali Ivanov (no) |                      |

### Résultats féminins
| Date         | Épreuve                              | Vainqueur           | Deuxième           | Troisième   | Leader du Grand Prix |
| ------------ | ------------------------------------ | ------------------- | ------------------ | ----------- | -------------------- |
| 25 août 2019 | Épreuve individuelle HS 106 / 4,5 km | Tara Geraghty-Moats | Stefaniya Nadymova | Jenny Nowak | Tara Geraghty-Moats  |

| Date         | Épreuve                           | Vainqueur           | Deuxième           | Troisième   | Leader du Grand Prix |
| ------------ | --------------------------------- | ------------------- | ------------------ | ----------- | -------------------- |
| 28 août 2019 | Épreuve individuelle HS 85 / 5 km | Tara Geraghty-Moats | Stefaniya Nadymova | Jenny Nowak | Tara Geraghty-Moats  |

| Date               | Épreuve                            | Vainqueur            | Deuxième           | Troisième          | Leader du Grand Prix |
| ------------------ | ---------------------------------- | -------------------- | ------------------ | ------------------ | -------------------- |
| 31 août 2019       | Épreuve individuelle HS 100 / 5 km | Tara Geraghty-Moats  | Stefaniya Nadymova | Jenny Nowak        | Tara Geraghty-Moats  |
| 1er septembre 2019 | Épreuve individuelle HS 100 / 5 km | Gyda Westvold Hansen | Stefaniya Nadymova | Veronica Gianmoena | Stefaniya Nadymova   |

### Résultats masculins
| Date         | Épreuve                             | Vainqueur    | Deuxième          | Troisième      | Leader du Grand Prix |
| ------------ | ----------------------------------- | ------------ | ----------------- | -------------- | -------------------- |
| 25 août 2019 | Épreuve individuelle HS 106 / 10 km | Akito Watabe | Franz-Josef Rehrl | Yoshito Watabe | Akito Watabe         |

| Date         | Épreuve                   | Vainqueur         | Deuxième     | Troisième                       | Leader du Grand Prix           |
| ------------ | ------------------------- | ----------------- | ------------ | ------------------------------- | ------------------------------ |
| 28 août 2019 | Mass start 10 km / HS 140 | Franz-Josef Rehrl | Akito Watabe | Szczepan Kupczak Ryota Yamamoto | Akito Watabe Franz-Josef Rehrl |

| Date               | Épreuve                             | Vainqueur         | Deuxième     | Troisième        | Leader du Grand Prix |
| ------------------ | ----------------------------------- | ----------------- | ------------ | ---------------- | -------------------- |
| 31 août 2019       | Épreuve individuelle HS 140 / 10 km | Franz-Josef Rehrl | Akito Watabe | Samuel Costa     | Franz-Josef Rehrl    |
| 1er septembre 2019 | Épreuve individuelle HS 140 / 10 km | Antoine Gérard    | Ilkka Herola | Szczepan Kupczak | Franz-Josef Rehrl    |

| Date             | Épreuve                             | Vainqueur     | Deuxième     | Troisième      | Leader du Grand Prix |
| ---------------- | ----------------------------------- | ------------- | ------------ | -------------- | -------------------- |
| 4 septembre 2019 | Épreuve individuelle HS 108 / 10 km | Fabian Rießle | Samuel Costa | Antoine Gérard | Franz-Josef Rehrl    |

| Date             | Épreuve                             | Vainqueur          | Deuxième          | Troisième          | Leader du Grand Prix |
| ---------------- | ----------------------------------- | ------------------ | ----------------- | ------------------ | -------------------- |
| 7 septembre 2019 | Épreuve individuelle HS 138 / 10 km | Jarl Magnus Riiber | Franz-Josef Rehrl | Bernhard Gruber    | Franz-Josef Rehrl    |
| 8 septembre 2019 | Épreuve individuelle HS 138 / 10 km | Jarl Magnus Riiber | Antoine Gérard    | Jens Lurås Oftebro | Franz-Josef Rehrl    |